# Gígjukvísl
Beim Gígjukvísl handelt es sich um einen Gletscherfluss im Süden von Island.

## Lage und wichtige Daten
Der Fluss überquert den Skeiðarársandur, eine Schwemmlandebene nahe dem Skaftafell-Nationalpark.
Seine mittlere Wassermenge beträgt im Winter 20–30 m³/s, im Sommer hingegen 50–60 m³/s.
Im Jahre 1973 wurde im Zuge der Fertigstellung der Ringstraße eine 376 m lange Brücke über den Gígjukvísl gebaut.

## Vulkanismus und Gletscherläufe
Die Sanderebene vor dem Skeiðarársandur verdankt ihre Existenz den regelmäßigen, oft auch starken Vulkanausbrüchen im Vulkansystem der Grímsvötn. Dabei handelt es sich um subglaziale Seen, die von einem unter ihnen befindlichen Vulkan am Zufrieren gehindert werden. Über ihnen befindet sich allerdings eine normalerweise einige hundert Meter dicke Eisdecke. Dieses Vulkansystem liegt nämlich zu einem großen Teil unter dem Gletscherschild des Vatnajökull.
Im Falle eines Ausbruchs wie zuletzt geschehen 1996, 1998 und 2004 sammelt sich wegen der Schmelztätigkeit des Vulkans immer mehr Wasser in den Seen. Diese Wassermassen durchbrechen schließlich die Eisbarriere vor sich, der Talgletscher Skeiðarárjökull schwimmt auf ihnen auf und schließlich ergießen sich die Fluten über den Sander in Richtung Meer.

### Ausbruch im Gjálp 1996
Die höchste bisher gemessene derartige Flutwelle, die im Verlauf der Eruption von 1996 im zum Grímsvötn-System gehörigen Vulkan Gjálp auch den Flusslauf des Gígjukvísl hinabströmte, betrug 45.000 m³/s. Bei diesem Ereignis wurde die Brücke der Ringstraße schwer beschädigt. Menschen kamen jedoch nicht zu Schaden, da man den Verlauf genau beobachtet und die Straße rechtzeitig gesperrt hatte.

### Gletscherlauf 2010
Seit dem 31. Oktober 2010 wurden vor allem im Fluss Gígjukvísl sowohl eine erhöhte Leitbarkeit als auch eine stetig sich erhöhende Wassermenge gemessen.
Der Gletscherlauf hatte an der Messstation am Gígjukvísl am 1. November 2010 eine Wassermenge von 455 m³/s, am 3. November 2010 dagegen eine Wassermenge von ca. 1.650 m³/s. erreicht.
Gleichzeitig maß man mehrfach auch stärkere Erdbeben bis zur Stärke von 3 auf der Richterskala an der Messstation am Berg Grímsfjall, der zur Caldera des Grímsvötn-Vulkans gehört.
Geologen des Vulkanologischen Instituts der Háskóli Íslands stellten am Morgen des 3. November 2010 außerdem ein plötzliches Anwachsen des Vulkanischen Tremors an derselben Messstation fest. Es könnte sich hier um Anzeichen eins bevorstehenden Ausbruchs handeln.
Gemäß neuesten Daten sowie eines Überwachungsfluges zeigten sich jedoch am Abend des 3. November 2010 keine Anzeichen für einen Ausbruch, der die Gletscheroberfläche durchbrechen könnte. Mit einer Wassermenge von 2.600 m³/s hatte der Gletscherlauf nach Ansicht der Wissenschaftler zu der Zeit seinen Höhepunkt erreicht.

## Name
Der Name rührt von Hügeln auf dem Sander unterhalb des Gletschers her, die Sandgígjur genannt werden.